# Бредецелу
Бредецелу (рум. Brădețelu) — село у повіті Муреш в Румунії. Входить до складу комуни Ібенешть.
Село розташоване на відстані 270 км на північ від Бухареста, 44 км на північний схід від Тиргу-Муреша, 110 км на схід від Клуж-Напоки, 129 км на північ від Брашова.

## Населення
За даними перепису населення 2002 року у селі проживали 267 осіб, з них 265 осіб (99,3%) румунів. Рідною мовою 265 осіб (99,3%) назвали румунську.